# Nuncsaku

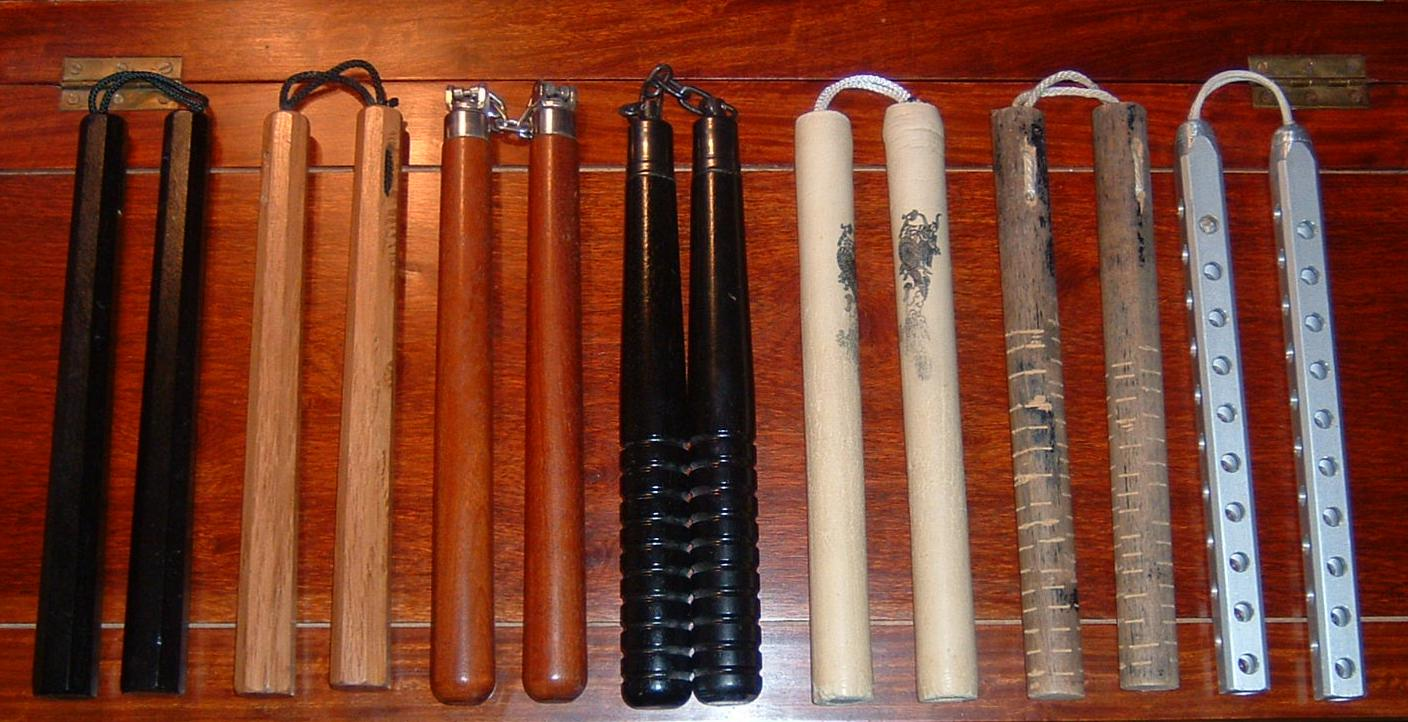
Nuncsakufajták

A nuncsaku, vagy kínai nevén suangcsiekun (雙節棍; pinjin: shuāngjiégùn) az okinavaiak és a kínaiak sajátos fegyvere, melynek őse egy cséphadaróhoz hasonlító eszköz. Védekező-támadó fegyver, amivel nagyot lehet csapni, de használható fojtásra, feszítésre.
Két 20–30 cm hosszú, 2–3 cm átmérőjű kör keresztmetszetű keményfából készült, amelyek az egyik végüknél lánccal voltak összeerősítve.
Később számos változat keletkezett (pl. egyetlen bottá összecsúsztatható).